# اکوز داغی
کوه اکوز داغی در روستای هی(هیق) در منطقه خون امیر (خانمرود) شهرستان هریس آذربایجان شرقی واقع شده است.
در این کوه آب معدنی بنام آیلیق بولاغی  وجود دارد که از قله‌ای کوه می جوشد که آب فوق‌العاده عجیب و خنک می‌باشد که در درمان دفع سنگ کلیه خیلی مؤثر است و سالانه خیل عظیمی از گردشگران را به خود جذب می کند.این کوه و منطقه خون امیر (خانمرود) منطقه ییلاقی هست که به این کوه در ۶ ماهه اول سال عشایر شاهسون طایفه کلاش از ایلات مغان  مهاجرت کرده و زندگی می‌کنند. این کوه  سه یورد (محل اتراق) جهت اتراق عشایر و برپایی آلاچیق به نام‌های آیی لیق,داش آلتی و روشن یوردی می‌باشد. در این کوه انواع گیاهان دارویی شامل: کاکوتی, پونه, نعناع کوهی, آویشن, چای کوهی(توکلیجه), گزنه, بومادران, جاجیق و...که هرکدام دارای خاصیت دارویی بی‌نظیری هستند رشد می‌کنند.